# Nordisk Film
Nordisk Film A/S er et dansk filmselskab, som blev stiftet 6. november 1906 af Ole Olsen og har hovedsæde i Valby. Det er et af verdens ældste, stadig eksisterende filmproduktionsselskaber. Nordisk Film ejes nu af Egmont-koncernen.
I tiden frem til 1. verdenskrig udviklede selskabet sig til et af de ledende filmselskaber i verden. Allerede i 1908 blev der produceret mere end 100 film om året.[kilde mangler] En af de første verdensomfattende salgssucceser var Løvejagten.
Selskabet gik konkurs i 1928, men blev i 1929 reorganiseret af Carl Bauder som det første danske tonefilmselskab.
Mest kendt i sidste halvdel af det 20. århundrede var filminstruktøren Erik Balling.
Nordisk Film producerer og distribuerer ikke blot film, men står også for driften af en stor del af Danmarks biografer, Nordisk Film Biograferne. Er endvidere moderselskab til flere andre selskaber inden for branchen.
Nordisk Film er den største producent og distributør af digital underholdning i Norden. Administrerende direktør er Allan Mathson Hansen og omsætningen i 2024 var på 4,8 milliarder kroner.

## Forretningsområder

### Nordisk Film Production
Nordisk Film Production producerer film og TV serier i Danmark, Sverige og Norge.

### Nordisk Film Distribution
Nordisk Film Distribution investerer i IP rettigheder og bringer film til det nordiske marked.

### Nordisk Film Interactive
Nordisk Film Interactive er den officielle distributør af PlayStation i Norden og de baltiske lande.

### Nordisk Film Biografer
Nordisk Film Biografer opererer de førende biografkæder i Danmark og Norge og er i gang med at udvide til Sverige.

### Nordisk Film Games
Nordisk Film Games investerer i spil studier og har pt. investeret i 6 studier: Avalanche Studios, Flashbulb Games, Supermassive Games, Mercurysteam and Star Stable Entertainment.
I 2018 opkøbte Nordisk Film Games spilstudiet Avalanche Studios.